# Phonofilm
 (mars 2015).
Si vous disposez d'ouvrages ou d'articles de référence ou si vous connaissez des sites web de qualité traitant du thème abordé ici, merci de compléter l'article en donnant les références utiles à sa vérifiabilité et en les liant à la section « Notes et références ».

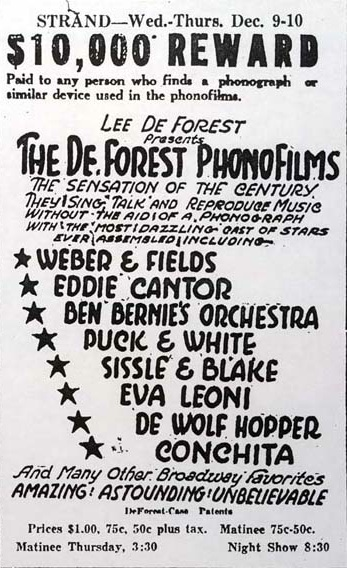
Affiche annonçant une projection Phonofilm "sans l'aide d'un phonographe"

Le Phonofilm ou DeForest Phonofilm est un procédé d'enregistrement sonore inventé en 1919 par Lee De Forest. En 1927, le producteur Pat Powers copie le système et le baptise Cinephone ou Powers Cinephone.

## Historique

### Pat Powers duplique le procédé
Au printemps 1927, le producteur Pat Powers investit dans ce qu'il reste de la société de film sonore DeForest Phonofilm. Son fondateur, Lee De Forest était au bord de la faillite en raison des amendes qu'il devait payer à la suite d'une série de procès contre ses anciens associés Theodore Case et Freeman Harrison Owens. De Forest était alors un vendeur de matériel sonore à bas prix pour les cinémas de rediffusion qui souhaitaient se convertir au film sonore pour pas cher.
En juin 1927, Powers échoue dans une tentative de prise de contrôle sur la société De Forest. Il décide alors d'embaucher un ancien technicien de la société, William Garity, pour produire une version identique au procédé d'enregistrement Phonofilm, qu'il baptise Powers Cinephone. Les finances de Lee De Forest ne lui permettaient pas d'engager un procès contre Powers pour contrefaçon.